# ヴレーミャ・イ・スチクロー
ヴレーミャ・イ・スチクロー（ロシア語: Время и Стекло、直訳: 時間とガラス、「時間切れ」を意味する"время истекло"のもじり）は、オレクセイ・ポタペンコによって2010年に結成されたウクライナのポップデュオである。メンバーは、オレクシィ・ザブゴロドゥニイとナディア・ドロフィエワ。エレクトロニカとポップ・ミュージックを融合していることで知られ、東ヨーロッパ周辺で名声を誇っていた。 
ヴィーツェプスク・スラヴャンスキー・バザールなど、ロシアとウクライナで数多くの音楽祭に出演したほか、メンバー共にストールンプリンセス:キーウの王女とルスランの主役の声を演じ、主題歌を歌唱した。
2020年に解散。直前に『Forever/Never』 (ウクライナ語: «Назавжди/Ніколи») のミュージック・ビデオを出し、最後のツアーを開催した。ツアーは2020年10月30日に終了した。

## 略歴
2010年、イリーナ・ゴロボジとオレクセイ・ポタペンコが共同でMozgi Entertainmentを設立し、ポタペンコと共演したことのあるオレクシィ・ザブゴロドゥニイをメンバーに招いた。女性ボーカルは、オンラインとキーウでのキャスティングを経て、ナディア・ドロフィエアに決定した 。2010年11月17日、初シングルの『Так випала Карта』が発売され、10日後にYouTubeチャート「世界のミュージシャン」で5位を獲得した。
その後もロシア語のシングルを多数リリース。一部は英語に翻訳された（例: 2013年の「Harmonica」）。2013年以降はMOZGI TOURなどのウクライナのツアーで公演し、ウクライナの音楽番組「M1」の司会を務めた。2015年公開の«Имя 505» ("名前 505") は、同年ウクライナのYouTubeで一番視聴された動画となった。
2017年と2019年に、ウクライナのテレビ番組『Голос. Діти』に出演。2018年、ウクライナのコメディ映画『私。あなた。彼。彼女。』の主題歌«Финальные Титры»をリリース。メンバーのドロフィエアが映画の主役の一人を演じた。同年、メンバー共にストールンプリンセス:キーウの王女とルスランの主役の声を演じ、主題歌の«До зірок»（「星へ」）を歌唱した。
2020年3月10日、シングルの «Назавжди/Ніколи»（「永遠に/決してない」）のミュージックビデオが公開され、タイトルがグループ名の元となった«Время истекло»（「時間切れ」）だったことから解散の可能性が噂された。翌日にはメンバーたちによって解散が正式に発表されたが、不仲によるものではないとされた。最後のツアーは新型コロナウイルスの流行によって2020年10月に延期された。ツアー前の7月10日にはデュオとして最後となる歌の"Last Dance"をリリース。ツアーの方は同年の10月30日、無事に終了した。

## ディスコグラフィ

### シングル
- 2010年 — 『Так выпала Карта』 (So the card fell out)
- 2011年 — 『Любви Точка Нет』 (Love.net)
- 2011年 — 『Серебряное море』 (Silver sea)
- 2011年 — 『Кафель』 (Tile)
- 2012年 — 『Гармошка』 (Harmonica)
- 2012年 — 『Слеза』 (Tear)
- 2013年 — 『#кАроче』 (#Shorter)
- 2013年 — 『Потанцуй со мной』 (Dance with Me)
- 2014年 — 『Забери』 (Take it)
- 2015年 — 『Имя 505』 (Name 505)
- 2015年 — 『Песня 404』 (song 404)
- 2015年 — 『Опасно 220』 (Dangerous 220)
- 2015年 — 『Ритм 122』 (Rhythm 122)
- 2016年 — 『Навернопотомучто』 (Probably because)
- 2016年 — 『На Стиле』 (In Style)
- 2017年 — 『Back2Leto』
- 2017年 — 『Тролль』 (Troll)
- 2018年 — 『До зірок』 (OST "Викрадена принцеса") (To the stars (OST "The Stolen Princess")
- 2018年 — 『ТОП』 (TOP)
- 2018年 — 『Е,Бой』 (Yeah, Boy)
- 2018年 — 『Песня про лицо』 (The Song About Face)
- 2018年 — 『Финальные титры』 (Final Credits)
- 2019年 — 『Дим』 (Smoke)
- 2019年 — 『Vislovo』
- 2019年 — 『Лох』 (Loser)
- 2020年 — 『Навсегда/Никогда』 (Forever/Never)
- 2020年 – 『20s』 (feat. MOZGI, U_C, Michelle Andrade)
- 2020年 – 『Last Dance』